# Stabspringen
Stabspringen (auch Stangenspringen) war eine im 19. Jahrhundert beliebte Sportart. Es basierte auf dem traditionellen friesischen Pultstockspringen, bei dem Gräben und Kanäle mittels langer Stangen übersprungen werden.
Beim Stabspringen benutzte der Turner eine 2,5–4 m lange, bis 4 cm dicke Stange aus festem Material, z. B. astfreier polnischer Kiefer oder Stahlrohr ("Mannesmannstahl"), die er mit beiden Händen nach der Art der Stabhochspringer am oberen Ende fasste und deren anderes Ende er in den Boden rammte, um sich dann in die Höhe oder in die Weite zu schwingen. Hierbei ging es um eine körperkräftigende Turnübung und nicht um das Erreichen der maximalen Höhe und Weite. 